# Doroteaupproret
Doroteaupproret, även kallat "Folkinitiativet för ett levande Västerbotten", var en protest mot förändringar i vårdservicen i Dorotea och Åsele, Lappland, Sverige som började 2012. Protesterna riktade sig mot landstinget och fokuserade främst på kortade öppettider på Dorotea sjukstuga och att Dorotea och Åsele tvingade dela på ambulans, trots stora avstånd mellan orterna. 
Upproret ockuperade sjukstugan i Dorotea under tre år och tre månader 2012-2015. Upproret samlade även in underskrifter för en folkomröstning i Västerbotten om att återställa akutvårdsplatserna i Dorotea och ambulansen i Åsele. Folkomröstningen genomfördes den 8 september 2013. Detta var första gången ett landsting i Sverige gick till folkomröstning. Drygt 88 procent gick på Doroteaupprorets linje, men valdeltagandet var lågt (29 procent).
Doroteaupprorets arkiv finns på Folkrörelsearkivet i Västerbotten. 